# Пурус
Пурус (порт. Rio Purus, шп. Purús) је десна притока Амазона и једна од највећих река у Јужној Америци. Настаје спајањем река Кујар и Куриуја у Перуу, а затим тече кроз бразилску Амазонију. Дужина јој је 3210 km. Улива се у Амазон западно од реке Мадеира.
Река Пурус има пуно меандара и њена дужина је више од два пута дужа од линије која спаја њен почетак и ушће. У дужини од 1300 km њена дубина је већа од 15 метара.